# Charles-Andreas Brym
Charles-Andreas Brym (Colombes, 8 agosto 1998) è un calciatore canadese con cittadinanza francese, attaccante del NAC Breda e della nazionale canadese.

## Carriera

### Club
Nato in Francia da padre togolese e madre francese, si trasferisce in giovane età in Canada dove nel 2011 entra a far parte dell'Academy del Montréal Impact; nel 2013 fa ritorno in Francia fra le file del Gazélec Ajaccio e dal 2014 al 2018 giuoca in Belgio con R.E. Mouscron e Zulte Waregem.
Trasferitosi al Lilla nel gennaio 2018, il 4 luglio seguente firma il suo primo contratto professionistico e viene aggregato alla seconda squadra; dopo una stagione e mezza trascorsa in quarta divisione francese, nel 2019 viene prestato in Portogallo al Belenenses SAD con cui fa il suo esordio fra i professionisti il 30 agosto in occasione dell'incontro di Primeira Liga perso 1-0 contro il Boavista. A gennaio il trasferimento viene interrotto ed il giocatore trascorre la seconda parte di stagione con le riserve del club biancorosso.
Nel mercato estivo del 2020 viene prestato al R.E. Mouscron, club dove aveva già militato a livello giovanile nella stagione 2014-2015.
Il 29 agosto 2021 si trasferisce a titolo definitivo all'Eindhoven; il 13 settembre realizza la sua prima rete fra i professionisti nella vittoria per 3-2 contro l'Helmond Sport in Eerste Divisie.

### Nazionale
Ha giocato nella nazionale canadese Under-23.
Nel gennaio del 2020 viene convocato dal CT della nazionale maggiore canadese John Herdman per disputare degli incontri amichevoli; fa il suo esordio il 7 gennaio in occasione dell'incontro vinto 4-1 contro Barbados mentre nel replay giocato tre giorni più tardi realizza la sua prima rete.

## Statistiche
Statistiche aggiornate all'8 ottobre 2021.

### Presenze e reti nei club
| Stagione        | Squadra         | Campionato      | Campionato | Campionato | Coppe nazionali | Coppe nazionali | Coppe nazionali | Coppe continentali | Coppe continentali | Coppe continentali | Altre coppe | Altre coppe | Altre coppe | Totale | Totale | Totale |
| Stagione        | Squadra         | Comp            | Pres       | Reti       | Comp            | Pres            | Reti            | Comp               | Pres               | Reti               | Comp        | Pres        | Reti        | Pres   | Reti   |        |
| --------------- | --------------- | --------------- | ---------- | ---------- | --------------- | --------------- | --------------- | ------------------ | ------------------ | ------------------ | ----------- | ----------- | ----------- | ------ | ------ | ------ |
| 2017-2018       | Lilla 2         | N2              | 6          | 1          |                 | -               | -               |                    | -                  | -                  |             | -           | -           | 6      | 1      |        |
| 2018-2019       | Lilla 2         | N2              | 19         | 10         |                 | -               | -               |                    | -                  | -                  |             | -           | -           | 19     | 10     |        |
| 2019-gen. 2020  | Belenenses SAD  | PL              | 1          | 0          | CP+CdL          | 0               | 0               |                    | -                  | -                  |             | -           | -           | 1      | 0      |        |
| gen.-giu. 2020  | Lilla 2         | N2              | 5          | 1          |                 | -               | -               |                    | -                  | -                  |             | -           | -           | 5      | 1      |        |
| 2020-2021       | R.E. Mouscron   | D1              | 7          | 0          | CB              | 1               | 0               |                    | -                  | -                  |             | -           | -           | 8      | 0      |        |
| 2021-2022       | Eindhoven       | 1D              | 5          | 1          | CO              | 0               | 0               |                    | -                  | -                  |             | -           | -           | 5      | 1      |        |
| Totale carriera | Totale carriera | Totale carriera | 43         | 13         |                 | 1               | 0               |                    | -                  | -                  |             | -           | -           | 44     | 13     |        |

### Cronologia presenze e reti in nazionale
| Cronologia completa delle presenze e delle reti in nazionale ― Canada | Cronologia completa delle presenze e delle reti in nazionale ― Canada | Cronologia completa delle presenze e delle reti in nazionale ― Canada | Cronologia completa delle presenze e delle reti in nazionale ― Canada | Cronologia completa delle presenze e delle reti in nazionale ― Canada | Cronologia completa delle presenze e delle reti in nazionale ― Canada | Cronologia completa delle presenze e delle reti in nazionale ― Canada | Cronologia completa delle presenze e delle reti in nazionale ― Canada |
| Data                                                                  | Città                                                                 | In casa                                                               | Risultato                                                             | Ospiti                                                                | Competizione                                                          | Reti                                                                  | Note                                                                  |
| --------------------------------------------------------------------- | --------------------------------------------------------------------- | --------------------------------------------------------------------- | --------------------------------------------------------------------- | --------------------------------------------------------------------- | --------------------------------------------------------------------- | --------------------------------------------------------------------- | --------------------------------------------------------------------- |
| 7-1-2020                                                              | Irvine                                                                | Canada                                                                | 4 – 1                                                                 | Barbados                                                              | Amichevole                                                            | -                                                                     | 67’                                                                   |
| 10-1-2020                                                             | Irvine                                                                | Canada                                                                | 4 – 1                                                                 | Barbados                                                              | Amichevole                                                            | 1                                                                     |                                                                       |
| 16-1-2020                                                             | Irvine                                                                | Canada                                                                | 0 – 1                                                                 | Islanda                                                               | Amichevole                                                            | -                                                                     |                                                                       |
| 8-10-2021                                                             | Città del Messico                                                     | Messico                                                               | 1 – 1                                                                 | Canada                                                                | Qual. Mondiali 2022                                                   | -                                                                     | 86’                                                                   |
| 10-10-2021                                                            | Kingston                                                              | Giamaica                                                              | 0 – 0                                                                 | Canada                                                                | Qual. Mondiali 2022                                                   | -                                                                     | 89’                                                                   |
| 13-10-2021                                                            | Toronto                                                               | Canada                                                                | 4 – 1                                                                 | Panama                                                                | Qual. Mondiali 2022                                                   | -                                                                     | 81’ 90+5’                                                             |
| 23-9-2022                                                             | Vienna                                                                | Qatar                                                                 | 0 – 2                                                                 | Canada                                                                | Amichevole                                                            | -                                                                     | 59’                                                                   |
| 25-3-2023                                                             | Willemstad                                                            | Curaçao                                                               | 0 – 2                                                                 | Canada                                                                | CONCACAF Nations League 2022-2023 - 1º turno                          | -                                                                     | 64’                                                                   |
| 27-6-2023                                                             | Toronto                                                               | Canada                                                                | 2 – 2                                                                 | Guadalupa                                                             | Gold Cup 2023 - 1º turno                                              | -                                                                     | 65’                                                                   |
| 2-7-2023                                                              | Houston                                                               | Guatemala                                                             | 0 – 0                                                                 | Canada                                                                | Gold Cup 2023 - 1º turno                                              | -                                                                     | 66’                                                                   |
| 9-7-2023                                                              | Cincinnati                                                            | Stati Uniti                                                           | 2 – 2 dts (3 – 2 dtr)                                                 | Canada                                                                | Gold Cup 2023 - Quarti di finale                                      | -                                                                     | 86’                                                                   |
| 13-10-2023                                                            | Niigata                                                               | Giappone                                                              | 4 – 1                                                                 | Canada                                                                | Amichevole                                                            | -                                                                     | 81’                                                                   |
| 6-6-2024                                                              | Rotterdam                                                             | Paesi Bassi                                                           | 4 – 0                                                                 | Canada                                                                | Amichevole                                                            | -                                                                     | 56’                                                                   |
| Totale                                                                |                                                                       | Presenze                                                              | 13                                                                    |                                                                       | Reti                                                                  | 1                                                                     |                                                                       |